# Will Thompson
William Henry Thompson, detto Will (Calhoun, 10 marzo 1848 – Seattle, 10 agosto 1918), è stato un arciere statunitense.
Partecipò alle gare di tiro con l'arco ai Giochi olimpici di Saint Louis 1904, dove vinse una medaglia d'oro nella gara a squadre e due medaglie di bronzo nel doppio York e doppio americano. Fu amico dello scrittore Lew Wallace.

## Palmarès
In carriera ha conseguito i seguenti risultati:
- Giochi olimpici

St. Louis 1904: una medaglia d'oro nella gara a squadre e due medaglie di bronzo nel doppio York e doppio americano.